# Bagniewo (województwo kujawsko-pomorskie)
Bagniewo – (niem. 1942-1945 Bagnau) wieś w Polsce, położona w województwie kujawsko-pomorskim, w powiecie świeckim, w gminie Pruszcz. Wchodzi w skład sołectwa Bagniewko. 
| SIMC    | Nazwa     | Rodzaj    |
| ------- | --------- | --------- |
| 1031178 | Za Koleją | część wsi |

W latach 1975–1998 miejscowość administracyjnie należała do województwa bydgoskiego.
Według spisu powszechnego z 31 marca 2011 roku wieś liczyła 102 mieszkańców. 